# Boldizsár István (festő)
Boldizsár István (Orosháza, 1897. július 29. – Budapest, 1984. november 20.) magyar festő és grafikus. 1918-tól a második világháborúig kapcsolódtak tanulmányai és alkotói tevékenysége a nagybányai művésztelephez.

## Életpályája
Szülei Boldizsár Mihály (?–1911) fűszerkereskedő és Zsíros-Szabó Katalin voltak. Felsőfokú tanulmányokat a budapesti Képzőművészeti Főiskolán folytatott, mestere Réti István volt. 1918 nyarán jutott el a nagybányai művésztelepre a főiskola katonanövendékei számára rendezett nyári tanfolyamra. Az 1918-19-es forradalmak idején a Kecskeméti művésztelepen dolgozott Iványi-Grünwald Béla irányítása mellett. 1919 őszén Nagybányára ment, s ott is maradt, alkotásait Thorma János korrigálta, közben két telet (1920–1923 között) Münchenben töltött Nemes Marcell támogatásának köszönhetően. 1924-től Budapesten telepedett meg, de nyaranként továbbra is járt Nagybányára festeni. Közben a rézkarcolást is megtanulta Kubinyi Sándor magániskolájában. Ferenczy Valérral és Patkó Károllyal együtt ismertette meg a rézkarcolást a nagybányai művészekkel.
Mind a természetábrázolásban, mind a portréfestésben eredményesen alkotott. Egy ideig ingadozott a nagybányai derűsebb, gazdagabb színvilág és a budapesti szürkébb, barnább színvilág között, végül egész életművére vonatkozóan győzött a gazdag kolorit és az impresszionista stílusirányzat beépítése a nagybányai naturalista plein air stílusba. Kialakult az ő egyéni stílusa, a nagybányai tájak (főleg Felsőbánya) mellett alföldi és balatoni tájakat is festett, valamint megfestette kedves mestereinek, eszményképeinek arcképét, például Iványi-Grünwald Béla, Csók István, Zádor István, ismert személyiségek portréit is megfestette, köztük Horthy Istvánnét.
Első jelentős kiállítása Budapesten volt az Ernst Múzeumban. 1928-ban Rómában a magyar reprezentatív kiállításon szerepelt rézkarcaival, nagy sikere volt. 1931-ben elnyerte a Szinyei Merse Pál Társaság tájkép-díját, 1938-ban beválasztották a tagok közé. Közben nagybányai kollégáival erdélyi nagyvárosokban állította ki műveit, ismertségének növelése és megélhetése szempontjából fontosak voltak ezek. 1941-től 1949-ig alakrajzot tanított a budapesti Képzőművészeti Főiskolán.
Az alkotói munkát haláláig folytatta, 1960-ban a Csók István Galériában volt gyűjteményes kiállítása, 1979-ben szülővárosában, Orosházán állított ki, 1984-ben a pápai Helytörténeti Múzeumban rézkarcait mutatta be. Gyakran szerepelt tematikus csoportos kiállításokon. Posztumusz állították ki műveit 1996-ban a 100 éves Nagybánya c. kiállításon Budapesten, a Magyar Nemzeti Galériában. Számos művét őrzik közgyűjteményekben itthon és külföldön, köztük a budapesti Magyar Nemzeti Galéria; Damjanich János Múzeum, Szolnok; Déri Múzeum, Debrecen; Móra Ferenc Múzeum, Szeged, Neue Pinakotheka, München.

## Emlékezete

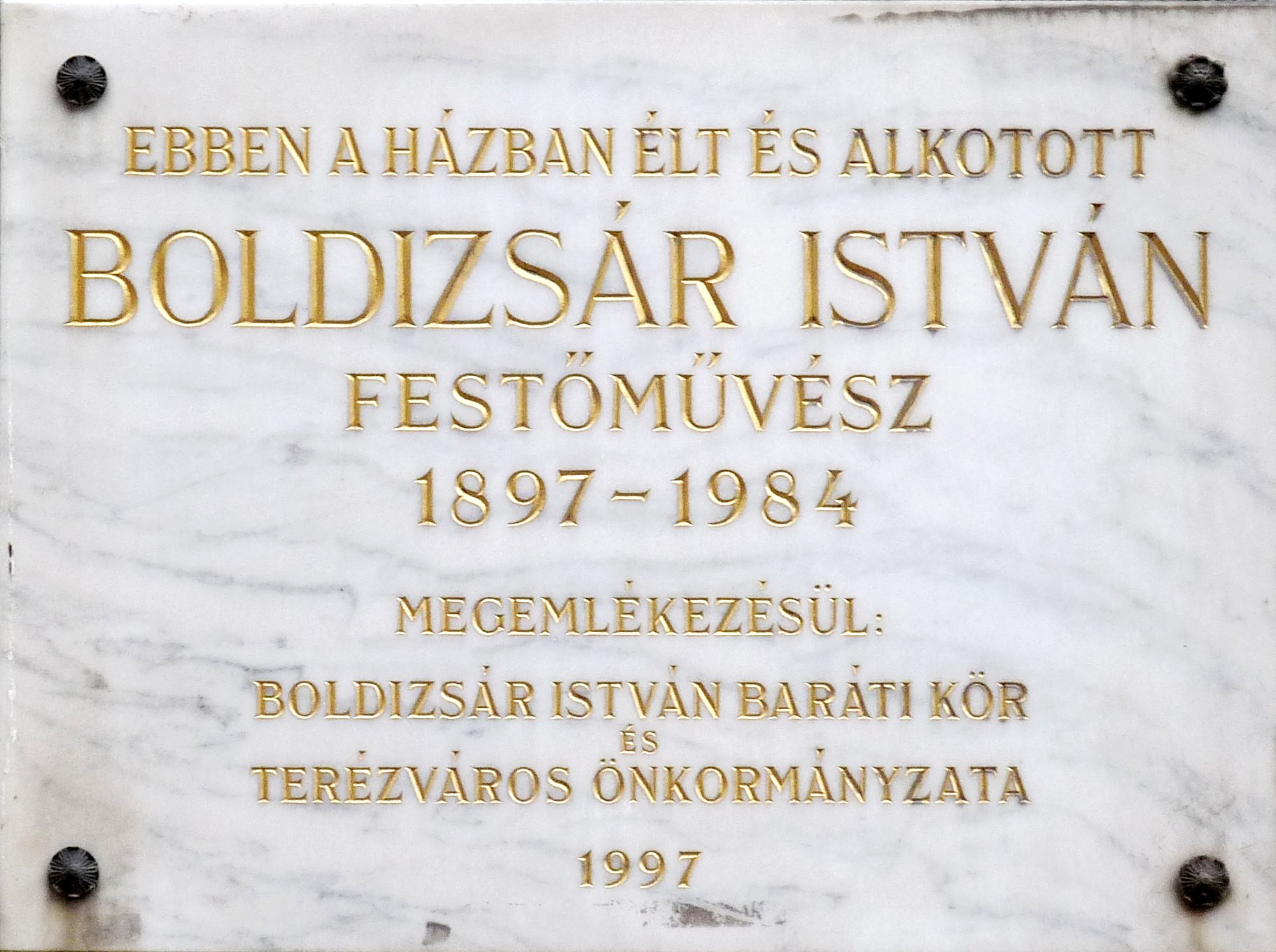
Emléktáblája a Nagymező utcai műteremházának falán

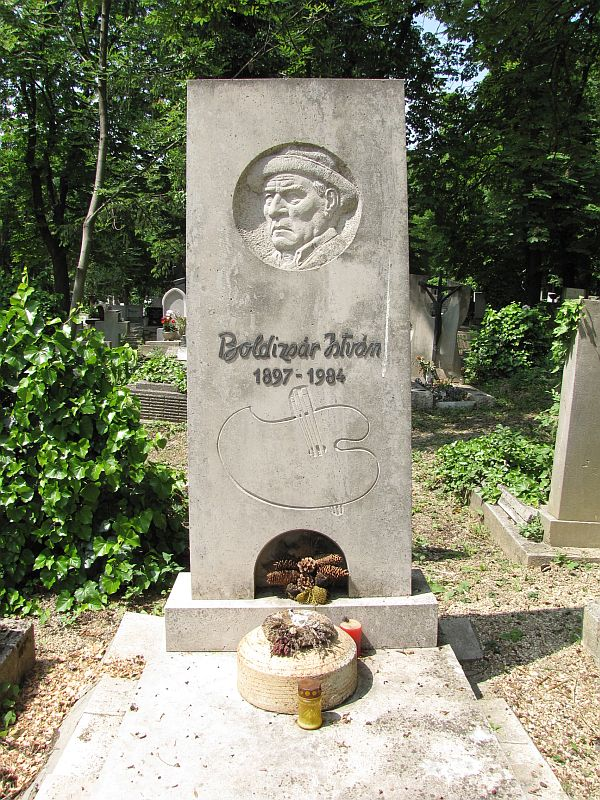
Sírja a Farkasréti temetőben

Boldizsár István 1977-ben szülővárosának 36 festményt ajándékozott, ebből jött létre 1979-ben az orosházi Városi Képtár, amelynek második emeletén ma is megtekinthető Boldizsár István műveiből egy állandó kiállítás. Budapesten, 1997-ben, születésének centenáriumán a Boldizsár István Baráti Kör tagjai emléktáblát helyeztek el a festő Nagymező utcai műteremházának falán.

## Csoportos kiállítások (válogatás)[7]
- I. Szabad Nemzeti Kiállítás, Régi Műcsarnok (1945)
- Magyar Képzőművészetért, Ernst Múzeum (1946)
- Magyar művészhetek reprezentatív kiállítása, Ernst Múzeum (1952)
- Tavaszi Tárlat, Műcsarnok (1952)
- Arcképkiállítás, Ernst Múzeum
- 70 művész, Ernst Múzeum (1957)
- Balaton a festészetben, Rippl-Rónai Múzeum, Kaposvár (1959)
- Nagybányai festők, Magyar Nemzeti Galéria (1962)
- Oltványi Imre emlékkiállítás, Türr István Múzeum, Baja (1963)

## Társasági tagság
- Szinyei Merse Pál Társaság (1938)

## Díjai, elismerései
- A Barcelonai Világkiállítás bronzérme (1929)
- a Szinyei Merse Pál Társaság Zichy Mihály Grafikai Díja (rézkarcaiért, 1930)
- a Szinyei Merse Pál Társaság tájképdíja (Gyümölcsszedő nők című festményéért, 1931)